# Kutas István
Kutas István (1920 – 2000. február 9.) magyar sportvezető, sportújságíró.

## Életpályája
1936–1941 között a Munkás Testedző Egyesületben (MTE) atletizált és kézilabdázott. 1945 után a XIV. kerületi MADISZ, később az MKP sportosztályán a budapesti alosztály titkára, majd a Sport című lap felelős szerkesztője. 1949 júniusában az OTSH nevelési főosztályára került, majd az OTSB Sportoktatási Hivatalának vezetője lett. 1957. áprilistól 1958-ig a Képes Sport felelős szerkesztője. 1958–1962 között a Népsport főszerkesztője.  1958-ban és 1960-ban a Magyar Testnevelési és Sport Tanács (MTST) tagjának nevezték ki. 1963 decemberétől a Magyar Testnevelési és Sportszövetség elnökhelyettese és országos tanácsának tagja lett. 1966 márciusig az MTSH elnökhelyettese. Az után, 1983-ban bekövetkezett nyugdíjazásáig a Képes Sport főszerkesztője.

## Élsport
A sportágak területén az egyre meghökkentőbb megtorpanások rákényszerítették a vezetőket a szakmai felkészülés átfogó megújítására. Kutas István nyomására a szakszövetségekben, a sportági ismeretterjesztés szaklapjaiban, a Testnevelési Tudományos Kutató Intézetben (TTK), a TF-en és a Sportkórházban új edzéselméleti programokat dolgoztak ki, amelyekben főként az erő és az állóképesség fejlesztésére helyezték a fő hangsúlyt. A különböző sportágakban kísérletezni kezdtek a cirkuit, az intervall és a fartlekt metodikákkal. Az edzőtáborokban megjelentek – a korábban tiltott – súlyzó-, erőfejlesztő és ritmuskészülékekkel. A labdarúgás kivételével elfogadottá vált az úgynevezett 12 perces Cooper-teszt.

## MLSZ elnök
1974 márciustól 1978 végéig a Magyar Labdarúgó-szövetség elnökeként tevékenykedett.

## Díjai, elismerései
- Magyar Népköztársasági Sportérdemérem arany fokozat (1951)[4]
- Munka Érdemrend (1955)[5]